# Magazzini All'Onestà
Magazzini All'Onestà S.r.l. fu una catena italiana di grande distribuzione al dettaglio d'abbigliamento, telerie, casalinghi e giocattoli attiva nel secondo dopoguerra principalmente a Milano e dintorni, ma anche in Piemonte orientale (Biella e Novara), in Liguria (Sanremo e Ventimiglia) e a Rimini.
Nata nel 1948, sopravvisse di poco al terzo millennio, quando ormai il suo momento migliore era da tempo finito.

## Storia
Fondata alla fine degli anni quaranta da Valentino Milanaccio, un piccolo commerciante valsesiano trapiantato a Milano, l'azienda ebbe negli anni sessanta il suo periodo di maggior fulgore, tanto da essere citata nel testo della nota canzone Barbera e champagne di Giorgio Gaber in cui uno dei due protagonisti è «direttore all'Onestà».
A vent'anni dalla fondazione, l'azienda produsse e pubblicò anche un disco 7" a 45 giri intitolato All'Onestà, dato in omaggio ai clienti del negozio e che conteneva una marcetta, eseguita da Edda Rosi con l'orchestra di Ardengo Benes, che invitava a fare acquisti nei magazzini.
Alcune campagne pubblicitarie dei Magazzini All'Onestà furono di notevole modernità per l'epoca, una discreta attività ricreativo-culturale ed alcune attività caritative verso categorie di ammalati (soprattutto poliomielitici) ed  emarginati senza fissa dimora.
Da ricordare anche il rapporto tra la famiglia Milanaccio ed i numerosi dipendenti (oltre 300) per i quali fu creata una Villa Soggiorno a Sanremo e un grosso condominio a uso gratuito in Milano a ridosso della nuova sede aziendale di via Procaccini, dopo gli anni iniziali in via Galileo Galilei.
L'azienda si distinse in quegli anni anche per aver dato vita alla Pallacanestro Milano 1958, squadra che, partendo dalla squadra dell'oratorio di San Gioachimo (in zona Stazione centrale), passò in otto anni dalla Prima Divisione alla Serie A, arrivando a competere contro la più nota formazione cittadina, l'Olimpia Milano.
Gli anni dell'inflazione ridimensionarono l'azienda e, dopo un periodo di declino, il mercato ne decretò la fine nel 2003 quando ormai la forza lavoro era scesa a 47 dipendenti.

## Discografia
- 1968 - Edda Rosi All'Onestà (Microwatt, MWR-0209, 7")